# Rockingham, North Carolina

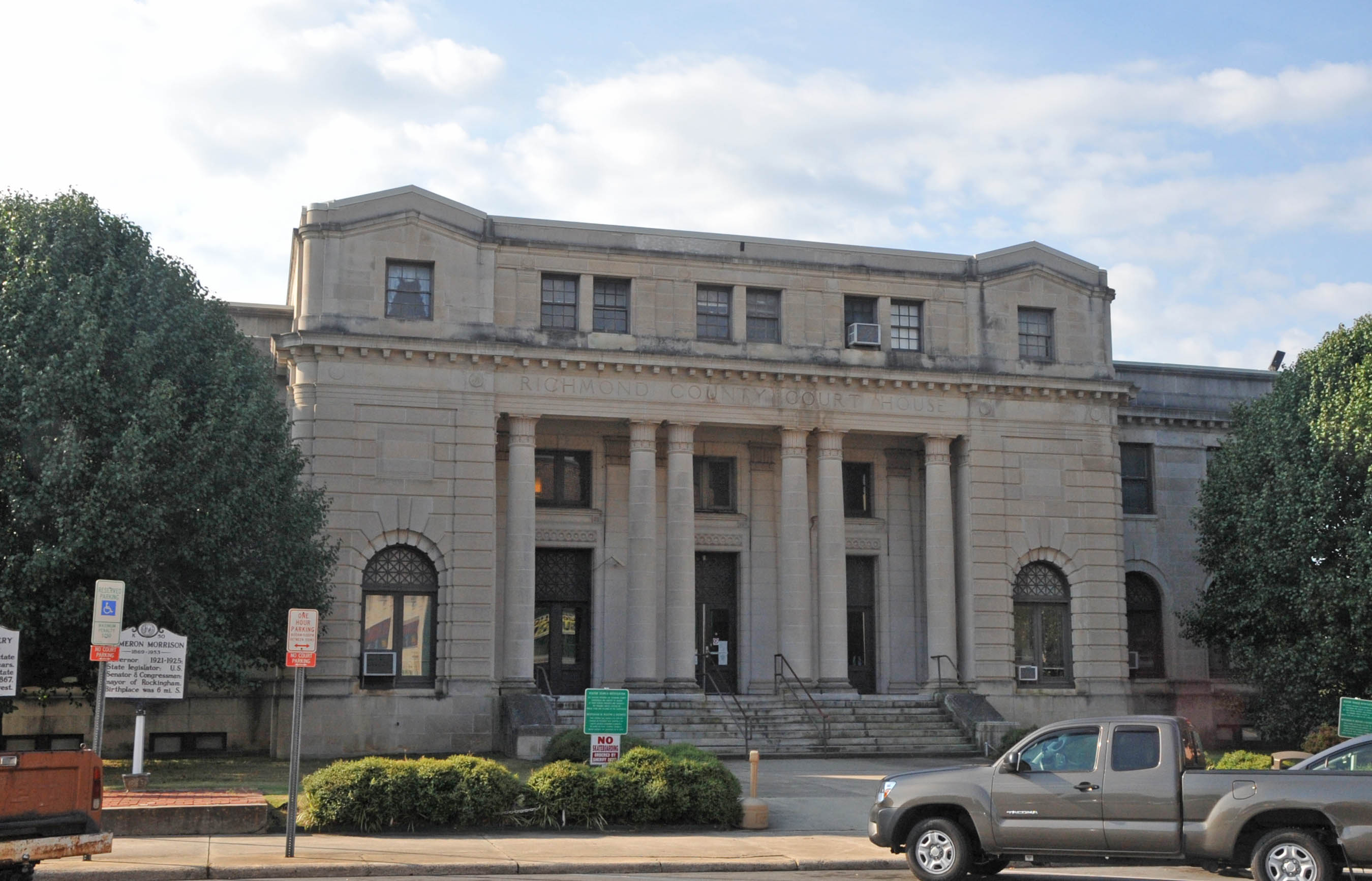
Richmond County Courthouse

Rockingham ligger i Richmond County, North Carolina i den södra delen av North Carolina. Den har enligt United States Census Bureau en area på 19 km². Rockingham är administrativ huvudort (county seat) i Richmond County.  
Staden är känd för sina NASCAR-race. I American Idol var Bucky Covington med i den femte säsongen och han föddes i Rockingham.